# Mike Barry
Mike Barry (Kingston upon Hull, 22 maggio 1953) è un ex calciatore inglese, di ruolo centrocampista.

## Carriera
Si forma calcisticamente nelle giovanili dell'Huddersfield Town, con cui, entrato nel giro della prima squadra, gioca due stagioni nella massima serie inglese ed una nella serie cadetta.
Nella stagione 1973-1974 passa ai cadetti del Carlisle Utd, con cui ottenne una storica promozione per il club della Cumbria, la prima ottenuta dai Blues. Nella First Division 1974-1975 il club concluse al ventiduesimo ed ultimo posto, retrocedendo così in cadetteria. Nella stagione 1976-1977 Barry incappò con i suoi in una nuova retrocessione, questa volta in terza serie.
Durante la sua militanza nel club di Carlisle, giocò nell'estate 1975 in prestito agli statunitensi dei Washington Diplomats, franchigia militante nella NASL. Con i Diplomats ottenne il terzo posto dell'Eastern Division della North American Soccer League 1975, non accedendo ai playoff per il titolo.
Dal 1977 al 1979 militò nei Bristol Rovers, nella serie cadetta inglese.
Nel 1979 si trasferì presso gli statunitensi del Columbus Magic, franchigia dell'American Soccer League, con cui raggiunse la finale per il titolo nella stagione 1979. Chiuse la carriera agonistica nei Cleveland Cobras, sempre nella ASL, nel 1981.
Contemporaneamente e successivamente al calcio si dedicò all'indoor soccer, militando nei campionati MISL e AISA.